# Galaktoboureko
Il galaktoboureko (γαλακτομπούρεκο) è un dessert tipico della cucina greca, non dissimile da un budino e a base di semolino in pasta fillo.
È talvolta aromatizzato con limone o scorza d'arancia. Esso può essere preparato in teglia, con strati di pasta fillo nella parte superiore ed inferiore, o arrotolati in porzioni singole (di 10 cm circa). Spesso viene servito ricoperto di sciroppo chiaro dolce.
Il nome deriva da due parole: la prima gala, di origine tipicamente greca (γάλα; latte) e la seconda di origine turca (burek; dal turco torta).
A differenza del millefoglie, a cui assomiglia in parte, la crema è cotta con la pasta e non aggiunta in seguito.